# Saint-Geneys-près-Saint-Paulien
Saint-Geneys-près-Saint-Paulien ist eine französische Gemeinde mit 319 Einwohnern (Stand: 1. Januar 2022) im Département Haute-Loire in der Region Auvergne-Rhône-Alpes (vor 2016 Auvergne); sie gehört zum Arrondissement Le Puy-en-Velay und zum Kanton Saint-Paulien.

## Geografie
Saint-Geneys-près-Saint-Paulien liegt etwa 18 Kilometer nordnordwestlich von Le Puy-en-Velay. Umgeben wird Saint-Geneys-près-Saint-Paulien von den Nachbargemeinden Bellevue-la-Montagne im Norden, Vorey im Osten, Saint-Vincent im Südosten, Saint-Paulien im Süden und Südwesten sowie Céaux-d’Allègre im Westen.

## Bevölkerungsentwicklung
| Jahr                       | 1962 | 1968 | 1975 | 1982 | 1990 | 1999 | 2006 | 2011 | 2016 |
| Einwohner                  | 325  | 305  | 239  | 228  | 227  | 254  | 297  | 301  | 313  |
| Quellen: Cassini und INSEE |      |      |      |      |      |      |      |      |      |

## Sehenswürdigkeiten
- Kirche Saint-Barthélemy, seit 1986 Monument historique

## Weblinks

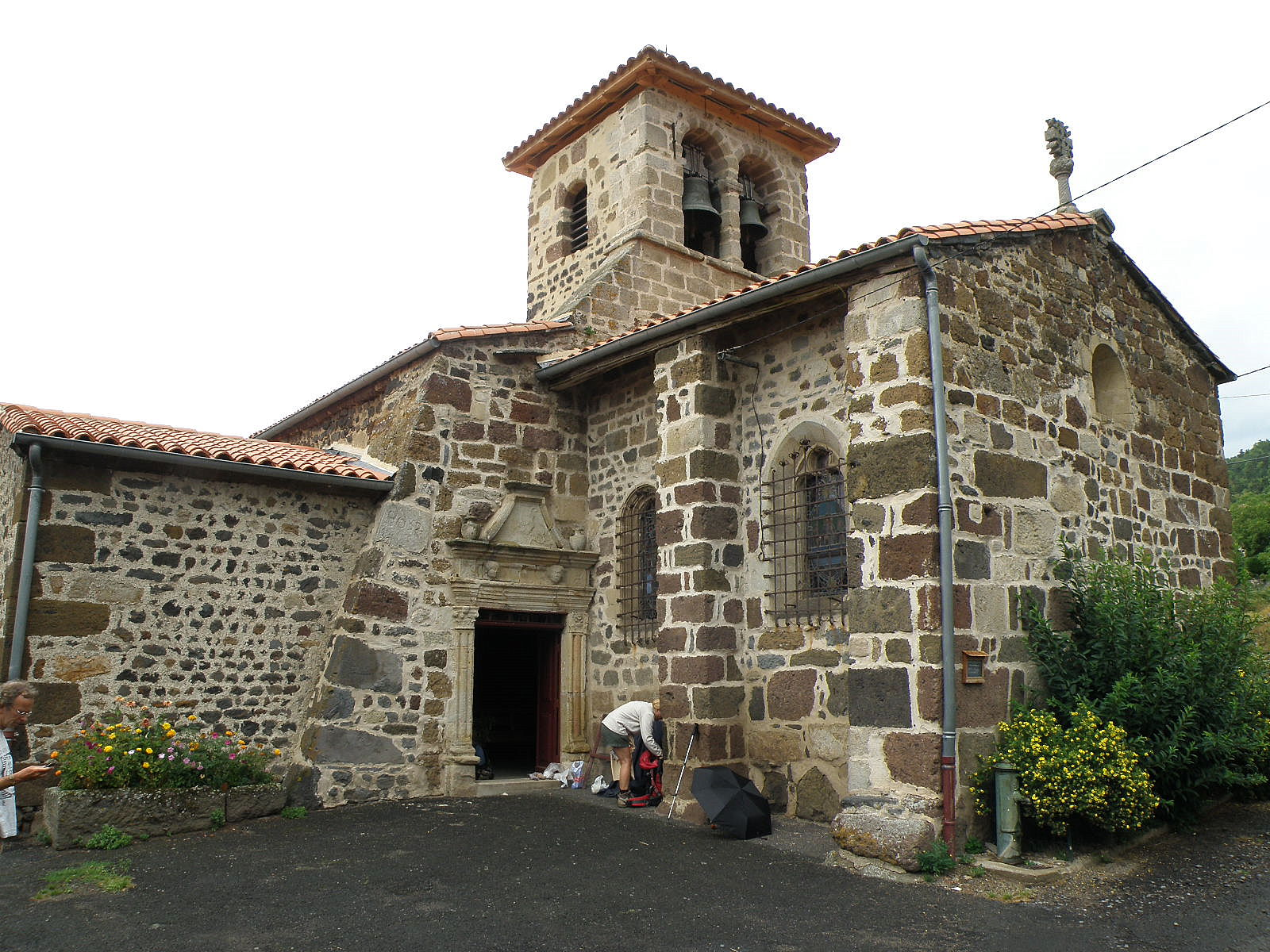
Kirche Saint-Barthélemy